# Округ Клеј (Јужна Дакота)
Округ Клеј (енгл. Clay County) је округ у америчкој савезној држави Јужна Дакота.

## Демографија
По попису из 2010. године број становника је 13.864, што је 327 (2,4%) становника више него 2000. године.
| Група             | 2000.          | 2010.          |
| Белци             | 12.498 (92,3%) | 12.484 (90,0%) |
| Афроамериканци    | 135 (1,0%)     | 185 (1,3%)     |
| Азијати           | 264 (2,0%)     | 232 (1,7%)     |
| Хиспаноамериканци | 120 (0,9%)     | 277 (2,0%)     |
| Укупно            | 13.537         | 13.864         |